# 1905 na política

## Eventos
- Em um domingo, os operários em greve, acompanhados por suas famílias, caminharam desarmados pelas ruas de São Petersburgo cobertas de neve em direção ao Palácio de Inverno, sede do governo czarista, com um abaixo-assinado em que reivindicavam melhores condições de vida e a convocação de uma Assembléia Constituinte.
- 1 de Janeiro - Rendição russa em Porto Artur - Guerra Russo-Japonesa
- 22 de Janeiro
  - Domingo Sangrento na Rússia (9 de Janeiro, no Calendário Russo).
  - 22 de Janeiro - Tropas imperiais russas massacram multidão liderada pelo sacerdote Georgi Apolonovich Gapon.
- 14 de Março - Termina o Estado de Sítio no Brasil.
- 15 de Maio - Fundação da cidade de Las Vegas.
- 27 de Maio - Japoneses destroem a frota russa no Estreito de Tsushima.
- 1 de Junho - Atentado frustrado contra Afonso XIII (outro atentado ocorreria em 31 de Maio de 1906), Espanha.
- 7 de Junho - Noruega se torna independente da Suécia.
- 27 de Junho - Motim no couraçado russo Kniaz Potemkin Tavricheski.
- 5 de Setembro - Tratado de Portsmouth termina a Guerra Russo-Japonesa.
- 11 de Setembro - Joaquim Xavier Guimarães Natal é nomeado ministro do Supremo Tribunal Federal, STF- Brasil.
- 29 de Setembro - Lauro Sodré é eleito Grão Mestre dos Grandes Orientes do Lavradio e Beneditinos.
- 20 de Outubro - Greve dos ferroviários russos.
- 26 de Outubro - Noruega assina um tratado de separação com a Suécia.
- 28 de Outubro - Antonio Augusto Cardoso de Castro é nomeado ministro do Supremo Tribunal Federal.
- 30 de Outubro - O czar Nicolau II lança o Manifesto de Outubro prometendo uma constituição representativa (Rússia).
- 17 de Novembro - A Coreia é declarada um protetorado japonês.
- 3 de Dezembro - Prisão de Leon Trotski.
- 10 de Dezembro - José Leôncio Medeiros assume a presidência do Conselho Nacional do Brasil da SSVP.
- 16 de Dezembro - Prisão dos membros do Soviete de São Petersburgo (Rússia).
- 23 de Dezembro - Tentativa frustrada de insurreição do Soviete de Moscou (Rússia).
- Raimundo Fernández Villaverde substitui Marcelo de Azcárraga y Palmero como presidente do governo de Espanha.
- Eugenio Montero Ríos substitui Raimundo Fernández Villaverde como presidente do governo de Espanha.
- Segismundo Moret y Prendergast substitui Eugenio Montero Ríos como presidente do governo de Espanha.
- Fim do reinado de Choley Yeshe Ngodub, Desi Druk do Reino do Butão, reinou desde 1903.

## Nascimentos
| Data           | Nome                         | Profissão                                          | Nacionalidade | Observações | Ref |
| -------------- | ---------------------------- | -------------------------------------------------- | ------------- | ----------- | --- |
| 4 de agosto    | Juracy Magalhães             | político e militar cearense - interventor da Bahia | Brasil        | m. 2001     |     |
| 16 de agosto   | Marian Rejewski              | criptógrafo                                        | Polónia       | m. 1980     |     |
| 29 de outubro  | Adalgisa Nery                | poetisa, jornalista e política                     | Brasil        | m. 1980     |     |
| 7 de novembro  | Aurélio de Lira Tavares      | general                                            | Brasil        | m. 1998     |     |
| 27 de novembro | Afonso Arinos de Melo Franco | jurista, escritor e político                       | Brasil        | m. 1990     |     |
| 4 de dezembro  | Emílio Garrastazu Médici     | presidente brasileiro de 1969 a 1974               | Brasil        | m. 1985     |     |

## Mortes
| Data       | Nome                         | Profissão                                             | Nacionalidade | Observações | Ref |
| ---------- | ---------------------------- | ----------------------------------------------------- | ------------- | ----------- | --- |
| 6 de março | Pierre Théoma Boisrond-Canal | presidente do Haiti de 1876 a 1879, em 1888 e em 1902 | Haiti         | n. 1832     |     |